# Antônio Pereira de Abreu Júnior
Antônio Pereira de Abreu Júnior (? — ?) foi um político brasileiro.
Foi vice-presidente da província de Goiás, exercendo a presidência da província no dia 9 de agosto de 1887.